# Palmeira (Braga)
Palmeira é uma povoação portuguesa sede da Freguesia de Palmeira do Município de Braga, freguesia com 8,88 km² de área e 5700 habitantes (censo de 2021), tendo, por isso, uma densidade populacional de 641,9 hab./km².

## Demografia
A população registada nos censos foi:
| Distribuição da População por Grupos Etários | Distribuição da População por Grupos Etários | Distribuição da População por Grupos Etários | Distribuição da População por Grupos Etários | Distribuição da População por Grupos Etários |
| -------------------------------------------- | -------------------------------------------- | -------------------------------------------- | -------------------------------------------- | -------------------------------------------- |
| Ano                                          | 0-14 Anos                                    | 15-24 Anos                                   | 25-64 Anos                                   | > 65 Anos                                    |
| 2001                                         | 744                                          | 792                                          | 2523                                         | 535                                          |
| 2011                                         | 821                                          | 655                                          | 3195                                         | 797                                          |
| 2021                                         | 846                                          | 630                                          | 3073                                         | 1151                                         |

## História
Palmeira é notável pelo seu vasto espólio arqueológico, remetido para diferentes épocas de povoamento. Grande parte deste espólio que ajuda a escrever a História da Freguesia está disperso por instituições públicas como o Museu Pio XII ou o Museu D. Diogo de Sousa ambos em Braga. Também muitos privados possuem materiais arqueológicos importantes para o reconhecimento e interpretação da história mais remota da freguesia. Todos estes elementos seriam importantes para o enriquecimento do espólio do museu que o Centro Cívico possui mas que, por variados motivos, não pode assim albergar. Todavia fica aqui um resumo da vasta história de uma das maiores freguesias do Município de Braga.

### Durante a Pré-História
As primeiras marcas reconhecidas da presença humana no território hoje correspondente à freguesia de Palmeira remetem-nos para o paleolítico inferior como provam os elementos rochosos encontrados na Quinta do Paço junto ao rio Cávado. Os povos de então procuravam usufruir dos necessários recursos naturais para a sua sobrevivência, o peixe, a recolha de raízes e frutos e a caça.

### O período Calcolítico
Só muitos séculos depois é que encontramos diferentes elementos comprovativos da presença humana de uma forma sedentária. Referimo-nos aos artefactos encontrados no Castro da Sola localizado num remate de um esporão de uma colina na zona de Pitancinhos e que remonta a um período de tempo situado entre o III e o I milénio a que correspondem o Calcolítico e a Idade do Bronze. Neste castro, encontraram-se diversos objectos de cerâmica que traduzem não uma existência de povoação permanente, mas sim, pelo menos, de três ocupações em diferentes fases por alguns povos. É possível pensar que na sua última fase estes possam ter atingido alguma complexidade social. Praticavam a actividade pastoril e dedicavam-se também à recolha de vários frutos silvestres.
O povoado do Castro da Sola parece ter persistido até à ocupação romana ou talvez até à Alta Idade Média. Podemos perceber que no momento da integração destes habitantes no mundo romano (século I), a povoação proto-histórica tinha atingido já uma certa complexificação social, marcada pela existência de chefes, de príncipes e de uma certa consciência cultural e de coesão social comum. Estes factores teriam sido importantes no contexto da criação da civitas Bracara Augusta porque seriam talvez estes chefes em conjunto com os vários líderes dos muitos castros da região bracarense, os principais impulsionadores da criação de um centro urbano já que se tornaram os seus mais efectivos fornecedores. Na verdade, não houve uma relevante resistência à ocupação romana. Todavia, pensamos que só apenas no século IV é que os habitantes do castro o abandonam e se fixam nas terras mais baixas e se misturam com a população romana.

### Os romanos em Palmeira
O povoamento de parte do território correspondente hoje a Palmeira nos séculos seguintes fez-se seguramente através da criação de minifúndios de grandes senhores romanos, as villae. Nestas, os senhores procuravam ser auto-suficientes com instalações para a sua habitação, para os criados domésticos ou da lavoura, o celeiro, o lagar, a adega ou o estábulo. A propriedade incluía terrenos cultivados, pastagens e matas e também mão-de-obra escrava. Entre os espaços característicos desta organização rural, apontamos a área que compreende a colina de S. Sebastião e os campos do actual aeródromo e os terrenos da plataforma da vertente Sul do já remoto Castro da Sola. Nestes locais foram descobertos em vários períodos, objectos de cerâmica, aras votivas, fragmentos de tijolo, de tegula, moedas de bronze, restos de paredes ou um pequeno troço de geira no antigo Lugar do Assento de origem romana.

### Tempos Medievais
A queda do império romano no século V com a invasão primeiramente dos suevos e depois dos visigodos não provocou a desestruturação destes quadros organizativos rurais. Antes pelo contrário. A conversão destes povos ao cristianismo e a adopção de muitos costumes romanos permitiu um relativo entendimento com a anterior aristocracia romana. Neste âmbito, as villae continuaram a existir ainda que dissessem respeito a realidades diferentes das romanas. 
Dume tornou-se sede da corte sueva onde depois se formou um bispado. Foram os suevos que fixaram também as paróquias da região através do conhecido Paroquiale Suevicum que influenciou a disposição da futura arquidiocese de Braga. Torna-se importante fazer referência ao bispado de Dume porque será fundamentalmente através da sua delimitação que temos as primeiras menções concretas, no século IX, à villa de Palmariam ou dos palmeiros que realizavam as tradicionais peregrinações aos lugares santos aos Santos Lugares de Jerusalém, em especial o Santo Sepulcro de Cristo e a Palestina. De facto, a partir do século XI podemos perceber crescente domínio dos agentes religiosos e católicos nos destinos do território palmeirense. Das invasões bárbaras parecem ter apenas subsistido resíduos de carácter toponímico como é o caso paradigmático do topónimo “Arrifana”. 
Mesmo antes da estruturação paroquial da diocese com o bispo D. Pedro, temos já registos da existência no século XI em Paretelias de um mosteiro orientado talvez pela tradição visigótica e a liturgia hispânica num claro intuito de promoção de povoamento e da assistência espiritual e material num espaço desorganizado. Deste mosteiro que possuiria igreja privativa nada sabemos. No entanto, quase todas as parcelas do território hoje palmeirense ou pertenciam já a entidades religiosas protegidos pela nobreza ou então eram por aquelas herdadas. 
A partir de 1072 com a organização da diocese de Braga pelo Bispo D. Pedro, institui-se a paróquia de Palmeira ficando seu orago a Virgem Santa Maria. Progressivamente as terras que estavam na posse de mosteiros como o da Várzea, o de Santo Antonino de Barbudo ou o de Adaúfe revertem a favor da diocese bracarense. Da mesma forma, as propriedades que eram posse de elementos da nobreza como D. Urraca, dos condes portucalenses D. Henrique e D. Teresa são doados à Sé de Braga.
Em 1128, através da decisão de Afonso Henriques em alargar o Couto de Braga a paróquia de Santa Maria de Palmeira fica integrada no seu espaço, ficando os seus párocos e terras, com todas as suas rendas e foros, dependentes do arcebispo. No entanto, Santa Maria de Palmeira fica a partir de 1188 dependente do padroado capitular, sendo o seu pároco apresentado pela vigararia. A partir de inícios do século XIII, o território palmeirense apresentava-se talvez já com a configuração que conhecemos hoje e que resultaria da junção das comunidades ainda pouco conhecidas de Palmariam, Parietelias e Pitanes. Sob a designação primitiva de Sancte Marie de Palmeyra, a freguesia ficará durante mais de sete séculos ligada à acção feudal dos grandes proprietários clericais que criam em grande parte da freguesia os seus casais de exploração agrícola. São demais conhecidos os casais do Outeiro, de Pias, da Igreja de Palmeira, da Costa, de Souto de Porcas quase todos pertencentes aos cónegos da Sé e que subsistiram ao longo dos séculos. Dentro do casal tanto as terras como as suas estruturas de apoio (moinhos, lagares, celeiros, o lagares, a adega ou o estábulos) eram emprazadas, arrendadas ou aforadas aos camponeses. Em termos administrativos e judiciais, os palmeirenses dependiam do arbítrio do arcebispo que foi quase ininterruptamente ao longo de vários séculos o grande senhor, substituindo o poder régio na sua função governativa.

### A Idade Moderna
As primeiras associações palmeirenses são de cariz religioso e remontam, pelo menos, ao século XVI. Derivavam da necessidade de ajuda e da assistência aos mais carenciados e nasciam, ou como imposição das constituições da Igreja como a do Santíssimo Sacramento ou do Subsino, ou então sob o signo da adoração voluntária aos vários santos. Estas instituições revestiram-se de grande importância para o enquadramento sócio-religioso e cultural palmeirense porque, praticamente, desde o século XVII, existiriam poucos indivíduos que não estivessem enquadrados e não fossem apoiados por uma confraria. Grande parte das festas religiosas que subsistiram ao longo dos séculos tem aqui a sua origem. Pode-se afirmar-se que, pela existência de um considerável número destas instituições na freguesia, a população palmeirense apresentava, na Idade Moderna (sécs. XVI – XVIII), um certo crescimento demográfico, social e uma assinalável riqueza económica de algumas das suas famílias.
De facto, é a partir do século XVIII que assistimos à progressiva diminuição da interferência eclesiástica esfera económico-social da freguesia em favor do estabelecimento dos senhorios aristocráticos através da construção das casas brasonadas que hoje ainda podemos vislumbrar na freguesia. Estes notáveis vão usufruir da crescente crise económica do cabido diocesano após a legislação promulgada por D. Maria em 1790 que extinguia o couto de Braga e as suas prerrogativas em favor do direito comum. É neste contexto que ganham predominância sócio-económica a Quinta do Paço, a casa da Arrifana, a casa de Coucinheiro ou do Portelo. Estas famílias nobres da freguesia ostentavam orgulhosamente as suas pedras de armas nos frontões das casas barrocas. Normalmente os membros destas famílias que ocupavam cargos de relevo na administração ou a nível militar contraíam matrimónio com senhoras de um mesmo estatuto social, também herdeiras de grandes propriedades, o que levava a que a sua união fosse geradora de grande opulência material e de um vastíssimo património fundiário disperso por várias localidades. Nos finais da monarquia vemos surgir uma nova elite de profissões liberais e burguesas (médicos, industriais, ricos emigrantes…) que passam a desempenhar também importantes cargos concelhios e ao nível da administração local. 

### A Idade Contemporânea
É entre os finais do século XVIII e inícios do século XX que são construídas as mais sumptuosas obras arquitetónicas privadas e públicas que granjeiam à freguesia uma nova importância regional. Referimo-nos por exemplo à construção da Ponte do Bico, do chafariz contíguo, da Capela do Senhor dos Milagres, da iniciação do célebre Palácio D. Chica que se juntam às moradias nobres anteriormente citadas. Ao invés, a freguesia assiste, num clima de antagonismos políticos, à destruição em 1894 da Igreja paroquial de origem românica sita no Lugar do Assento.
No entanto, Palmeira continuou até á primeira metade do século XX uma freguesa profundamente rural marcada pelo predomínio da atividade agrícola de estruturas retrógradas. Predominavam os proprietários agrícolas, agricultores caseiros, os jornaleiros, os criados da lavoura ou serviçais da lavoura Neste âmbito, sobressaíam as culturas do milho, do centeio e da vinha envoltas em sistemas de produção ainda marcadamente tradicionais. Não obstante se verificar o predomínio da agricultura, são visíveis alguns esforços industrializadores de cariz artesanal e familiar. Referimo-nos sobretudo à produção da telha de Prado e das tachinhas no Lugar da Póvoa, e de uma fábrica de relógios no Lugar do Outeiro. A produção de farinha através dos moinhos ou azenhas que ainda hoje podemos admirar no rio Cávado ou no Lugar do Ribeiro está intrinsecamente ligada ao trabalho agrícola.
O setor dos serviços era o que menor peso tinha no plano económico. A par do vendeiro, o comércio vivia sobretudo das atividades dos merceeiros, dos taberneiros e dos fanqueiros (lojista de fazendas de linho, algodão ou lã). Completavam este quadro as barbearias, a padaria, alfaiataria ou carpintaria. É durante os primeiros anos da I República que são realizadas as obras conducentes ao abastecimento de água da cidade com as canalizações que atravessaram parte da freguesia a partir do Lugar do Bico e que conferiram uma certa importância concelhia a Palmeira. Neste âmbito, não poderemos todavia deixar de ressalvar também o nascimento nesta freguesia, na década de 20, da empresa de transporte de passageiros “Tecedeiro”. Nos finais desta década assistimos ao funcionamento do então instalado “Campo da “Aviação” no Lugar da Póvoa por notáveis bracarenses entusiastas da aeronáutica. A construção desta infra-estrutura em Palmeira constituiu na época um grande pólo de atracção forasteira. 
O desenvolvimento mais efetivo das atividades económicas desligadas do trabalho agrícola da freguesia assume maior expressão a partir dos anos 80 do século passado com uma maior variedade em contraposição à atividade agrícola dominante nos séculos passados. É ao nível do setor secundário que se manifesta um maior desenvolvimento e variedade das atividades produtivas. Entre outro tipo de atividades, referimo-nos ao assinalável desenvolvimento da construção civil que ocupava, nesta época, uma grande parte da mão-de-obra disponível. No entanto, a maior parte destas empresas são pequenas e médias.

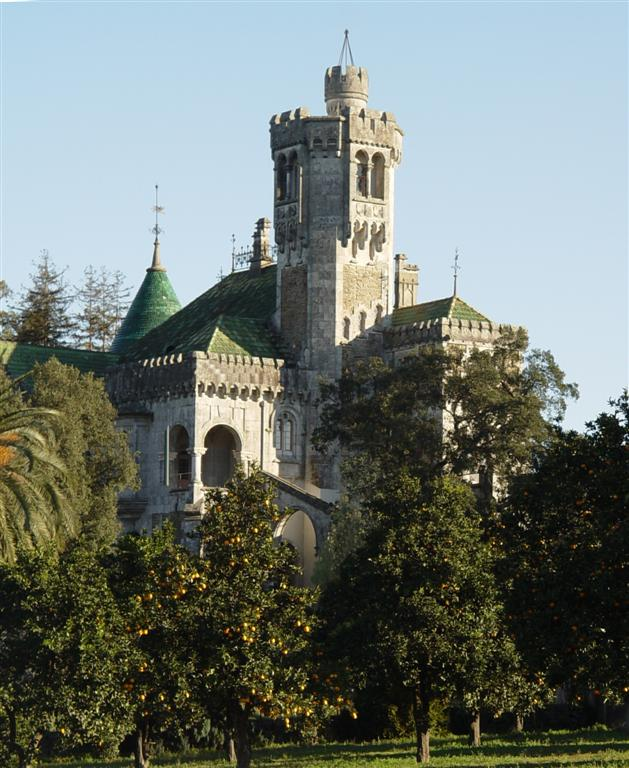
Castelo de Dona Chica.

Acompanhando o desenvolvimento material assistimos ao fomento do associativismo e à diversificação das atividades culturais, primeiramente através das disposições pedagógicas preconizadas pelo conservadorismo do Estado-Novo traduzido no nascimento da O.M.E.N do Clube Juvenil ou do Palmeiras F.C. sob a superintendência da FNAT e depois com as inequívocas mudanças verificadas nos anos pós-revolução com o apoio dos diversos organismos culturais e autárquicos. Concomitantemente ritualizam-se os festivais de folclore e do Vestido Pintado ancorados pelo emergente associativismo.
A acção da política local no desenvolvimento da freguesia é mais significativa após a aprovação da lei das finanças locais em 1979. De facto só assim os executivos liderados por Manuel Vieira e depois por João Russell tiveram capacidade para desempenhar um maior e profícuo papel no desenvolvimento socioeconómico e cultural da freguesia.

## Património
- Castelo da D. Chica ou Castelo de Palmeira
- Igreja de Palmeira
- Ponte do Bico sobre o rio Cávado